# The Legend of Zelda: A Link Between Worlds
The Legend of Zelda: A Link Between Worlds (ゼルダの伝説 神々のトライフォース2, Zeruda no densetsu: Kamigami no Toraifōsu tsū) is een computerspel dat ontwikkeld is door Nintendo voor de Nintendo 3DS. Dit is het tweede Zelda spel voor de Nintendo 3DS, na Ocarina of Time 3D. Het spel speelt zich af in dezelfde wereld van A Link to the Past.

## Verhaal
Link gaat in opdracht van de smid een zwaard afleveren bij het Kasteel Hyrule, waar hij een mysterieus figuur genaamd Yuga tegen het lijf loopt die Seres (een afstammeling van een van de zeven wijzen) in een schilderij verandert. Link onderschat Yuga en wordt verslagen. Ravio, een reizende koopman, geeft zijn armband en spullen aan Link om hem te helpen. Op advies van Ravio brengt Link de prinses op de hoogte van de gebeurtenissen. Zelda geeft hem de Pendant of Courage, een van de drie hangers die nodig zijn om het meesterzwaard te kunnen gebruiken. Link verslaat Yuga tijdens zijn zoektocht, maar die verandert hem in een schilderij om te kunnen vluchten. Yuga's vloek zit echter in Ravio's armband, waardoor Link op elk gewenst moment van gedaante kan veranderen.
Met deze nieuwe kracht lukt het Link om alle hangers te vinden. Met het meesterzwaard ter hand keert Link terug naar Zelda, waar hij er getuigen van is hoe Yuga haar in een schilderij verandert. Link confronteert Yuga, maar deze vlucht via een spleet in de muur naar Lorule, de duistere spiegelwereld van Hyrule. Met de gevangengenomen wijzen wordt Ganon weer tot leven gewekt, waarna die samensmelt met Yuga. Net op tijd duikt Lorule's prinses Hilda op om het kwaad tijdelijk kan tegenhouden. Zij instrueert Link om de zeven wijzen uit de kerkers verspreid over Lorule te bevrijden om het koninkrijk te redden.
De zeven wijzen zijn gered en met vereende krachten creëren ze de Triforce of Courage voor Link. Terug in Kasteel Lorule om Yuga te confronteren, steelt Hilda de Triforce of Wisdom van Zelda. Zij onthult dat Lorule ooit een vredig koninkrijk was en dat haar voorouders de Triforce vernietigden, waardoor Lorule in de huidige staat van verval viel. Ze besloot om de Triforce van Hyrule te gebruiken en stuurde Yuga op Link af om de Triforce of Courage te stelen, maar Yuga verraadde haar en wilde de Triforce voor zichzelf hebben. Link confronteert Yuga en verslaat hem uiteindelijk, waarna hij de twee prinsessen herstelt. Tijdens Hilda's verontschuldiging verschijnt Ravio plotseling en onthult zichzelf als Links tegenhanger. Hij en Hilda maken het goed en besluiten elkaar te helpen bij de wederopbouw van Lorule.
Link en Zelda keren terug naar Hyrule en gebruiken de Triforce om hun wens in vervulling te laten gaan: Lorule's Triforce wordt hersteld en het koninkrijk keert terug naar zijn oude glorie. Link zet het meesterzwaard terug in het voetstuk en vertrekt samen met de teruggekeerde wijzen en Zelda.